# Yury Tsapenko
Yury Tsapenko (n. 25 iulie 1938, Cimkent, RSS Kazahă, URSS – d. 22 iulie 2012, Almaty, Kazahstan) a fost un gimnast artistic ce a reprezentat Uniunea Republicilor Sovietice Socialiste, medaliat olimpic. A participat la o ediție a Jocurilor Olimpice (1964) în care a câștigat o medalie de argint și o medalie de bronz.

## Participări
Lista de mai jos prezintă principalele competiții la care a participat Yury Tsapenko de-a lungul carierei.
- gymnastics at the 1964 Summer Olympics – men's pommel horse[*]